# Богдановски манастир
Богдановският манастир или още и Богданският манастир (на румънски: Mănăstirea Bogdana) с католикона си, посветен на „Свети Никола“, е най-старата църковна сграда в Молдова. Църквата с манастира е издигната от Богдан I в памет на избавлението от „Короната на Свети Стефан“.
Манастирът е исторически паметник на изток от Карпатите, символизиращ новото начало и имащ специална историческа, религиозна и културна роля за историческата земя на Молдова. По време на управлението на Александър Добрия (1400 – 1432) църквата става епископска резиденция. Между 1479 и 1482 г. Стефан Велики поставя върху гробовете на шестимата владетели на Молдова красиво издълбани плочи, украсени с обичайната плетеница, разделени от дъски една над друга и с надписи на църковнославянски или среднобългарски език. На входа на църквата има надпис от времето на Богдан III от 1517 г., който указва, че дарява на манастира 800 полски злоти. Църквата е възстановена по време на владението на Александър III Лепушняну, който през 1559 г. добавя оградена веранда и заменя някои от прозорците с нови готически.